# (73349) 2002 JE131
2002 جاي إي 131 (ويعرف أيضًا باسم (73349) 2002 جاي إي 131 وفق تسمية الكوكب الصغير) (بالإنجليزية: 2002 JE131)‏ هو كويكب ضمن حزام الكويكبات؛ وترتيبه 73349 من حيث الاكتشاف.
اكتُشف هذا الجُرم الفلكي بواسطة تعقب الأجرام القريبة من الأرض في 8 مايو 2002.

## وصلات خارجية
- (73349) 2002 JE131 في قاعدة بيانات مختبر الدفع النفاث لأجرام النظام الشمسي الصغيرة

- الاكتشاف · مخطط المدار ·  العناصر المدارية · المعلمات المادية

- (73349) 2002 JE131 على موقع ويكي سكاي: DSS2, SDSS, GALEX, IRAS, Hydrogen α, X-Ray, Astrophoto, Sky Map, Articles and images